# Zerkleinerungsgrad
Der Zerkleinerungsgrad Z ist eine Größe aus der chemischen und mechanischen Verfahrenstechnik und gibt eine Information darüber, wie wirksam eine Zerkleinerung erfolgt. 
Er ist definiert als Verhältnis des Größtkorndurchmessers D im Aufgabegut zum Größtkorndurchmesser d im zerkleinerten Produkt.
{\displaystyle Z={\frac {D}{d}}}
Ein Zerkleinerungsfaktor von 1 bedeutet, dass keine Zerkleinerung stattgefunden hat. Wenn die größten Partikel nach der Zerkleinerung noch den halben Durchmesser haben, ist Z = 2.
Je stärker zerkleinert wird, desto größer wird Z.